# Victor Gonzalez
Pour les articles homonymes, voir González.
Victor Gonzalez, né à Hacinas (province de Burgos, Espagne) le 2 décembre 1877 et mort à Paris le 3 juin 1956, est un facteur d'orgues dont la production a marqué de manière importante les instruments français du XXe siècle dans le style néo-classique.

## Biographie
Il fut l'un des derniers apprentis de la Manufacture d'orgues Cavaillé-Coll, notamment auprès de Charles Carloni, dès 1895. Il a ensuite travaillé chez Gutschenritter, Limonaire et Masure. Prisonnier en Allemagne durant la première guerre mondiale, il eut l'occasion d'étudier la facture d'orgue allemande. En 1921, il s’associa avec le mécanicien Ephrem et travaillèrent ensemble à l’orgue de Saint-François-Xavier à Paris en 1923.
C’est à cette époque qu’il se lia d’amitié avec l'organiste André Marchal, le musicologue Norbert Dufourcq et Bérenger de Miramon Fitz-James, cofondateur de l'Association des Amis de l'orgue. Ensemble, ils établirent les principes d'une nouvelle esthétique de l'orgue, fusionnant aussi harmonieusement que possible les caractéristiques classiques (Clicquot) avec les acquis des facteurs romantiques et symphoniques (Cavaillé-Coll) pour créer un orgue moderne permettant de jouer le répertoire de toutes les époques, l'orgue néoclassique. C'est pour ce type d'instrument que nombre de compositeurs, tels Jean Langlais, Maurice Duruflé ou André Fleury, écrivirent des œuvres.
Victor Gonzalez fonda en 1922 une manufacture d'orgues à Vanves. Puis avec son fils Fernand, il fonda les Établissements Gonzalez, Sarl, en 1930 à Châtillon dans la région parisienne. Rudolf von Beckerath y travailla comme apprenti puis comme directeur de 1929 à 1936. Son fils Fernand, né le 6 juin 1904, travailla avec lui, jusqu'à sa mort le 9 juin 1940, abattu en plein vol lors d'un combat aérien au-dessus d'Épernay.
En 1947, il prit Georges Danion, qui a épousé sa petite-fille Annick en 1945, comme apprenti et lui apprit le métier d'organier. À sa mort en 1956, Danion hérita de la direction de l'entreprise. Au début des années 1950, Bartholomée Formentelli fit lui aussi son apprentissage auprès de Victor Gonzalez.

## Réalisations importantes de la maison Gonzalez
- Orgue de salon du comte de Miramon Fitz-James à Neuilly (1928), 3 claviers, 33 jeux, transféré à l’abbaye de Sainte-Scholastique de Dourgne, dans le Tarn en 1948.
- Église Saint-Jacques de Dieppe, 55 jeux (1929).
- Église Saint-Nicolas-des-Champs à Paris (1930).
- Orgue personnel de Joseph Bonnet, construit en 1931 par Victor et Fernand Gonzalez, aujourd’hui installé à l’Abbaye Saint-Benoit-du-Lac, 38 jeux, 3 claviers.
- orgue de tribune (partie instrumentale) de l'église Saint-Martin d'Harbonnières (Somme), (1931).
- Église Saint-Eustache de Paris, orgue de 102 jeux restauré en 1932 par Victor Gonzalez, puis par Georges Danion en 1967, finalement remplacé en 1988 par le Van den Heuvel.
- orgue de l'église Saint-Vaast à Bailleul (Nord) (1932).
- Abbaye de Solesmes (1933), orgue remplacé par un Schwenkedel en 1967.
- Église Saint-Pierre-du-Gros-Caillou (Paris), orgue Mutin-Convers (1925) refait par Gonzalez (1933, 1955), et Danion-Gonzalez (1978).
- Orgue de salon de M. et Mme Henry Goüin (Paris) construit par Victor et Fernand Gonzalez, et von Beckerath en 1934, selon les indications d’André Marchal ; aujourd’hui à Sainte-Marguerite du Vésinet.
- Saint-Jacques de Pau (1935).
- Chapelle Saint-Louis du Prytanée militaire de La Flèche (Sarthe) refait par Gonzalez (1935, 1937, 1947), et Danion-Gonzalez (1963)[3].
- Cathédrale de Bayonne (1936).
- Abbaye de Saint-Benoit-sur-Loire (1936).
- Notre-Dame des Victoires (Paris), orgue de chœur (1937).
- Orgue de tribune de la Cathédrale Notre-Dame de Reims (1937-38).
- Chapelle royale de Versailles (1937), remplacé par une reconstitution historique de Boisseau & Cattiaux en 1995. L’orgue de Victor Gonzalez[4] (inauguré le 7 juillet 1937[5]), démonté en 1989, a été transféré dans l’église du Saint-Sacrement à Laroque-d’Olmes (Ariège) dans un nouveau buffet et inauguré en 2005.
- Orgue du Palais de Chaillot (Paris), Cavaillé-Coll 1878, reconstruit par Gonzalez en 1939, maintenant à l’auditorium Maurice-Ravel de Lyon (Danion-Gonzalez, 1977).
- Orgue de l'église Saint-Denis à Poix-de-Picardie (Somme) en 1940.
- Église Saint-Nicaise de Reims (1943).
- Église Saint-Merry à Paris (1947)[6].
- Église St-Martin de Vitré (1941/1948).
- Orgue de salon du Dr Jean Perrot (1948).
- Grand orgue de la Basilique Sainte-Thérèse de Lisieux (v. 1950).
- Orgue de salon de Norbert Dufourcq, transféré à l’Abbaye Notre-Dame du Bec au Bec-Hellouin (Eure) et inauguré le 24 juin 1994 par Marie-Claire Alain.
- Orgue de salon d’André Marchal, orgue Gutschenritter entièrement reconstruit par Victor Gonzalez (1953–1954).
- Église Saint-Louis de Vincennes, petit orgue inachevé (1954). Démonté fin octobre 2013. Remonté en février 2014 en l'Église Notre-Dame-de-Bonsecours de Nancy. Inauguré en son nouvel emplacement le 30 mars 2014.
- Cathédrale Sainte-Marie d’Auch (1955-58).
- Basilique Saint Seurin, Bordeaux (1956-1957).
- Collégiale Saint-Nicolas d'Avesnes-sur-Helpe (1958).
- Cathédrale de Soissons, le dernier instrument de Victor Gonzalez (1956)[7].
- Orgue de la salle Olivier Messiaen de la Maison de Radio France (1966), par Danion-Gonzalez, transféré à la Cathédrale Notre-Dame de la Treille à Lille en 2008.
- Restauration de l'orgue de la basilique Saint-Denis (1983-1987).